# Antoine de Laincel

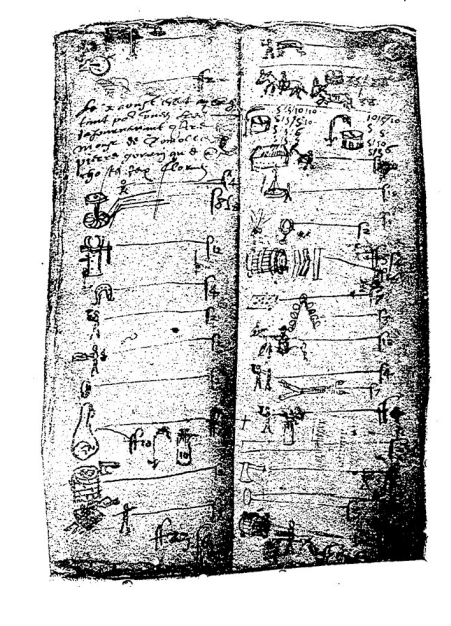
Page du livre de raison d'Antoine Laincel

Antoine de Laincel, parfois orthographié Lincel, est un chevalier français, né à Roumoules en 1525 et mort en 1611 à Embrun.

## Biographie
Fils cadet d'Antoine de Laincel, seigneur de Saint-Martin de Renacas, et de Catherine de Rascas, il perd l'ouïe à l'âge de deux ans dans un accident. Il devient muet peu après. Il communiquait par le biais d'un interprète, sans lequel « ceux qui n'avoyent point à coutume ses signes ne pouvoyent entendre ce qu'il leur vouloit dire ». Ne pouvant à cette époque bénéficier d'une méthode d'enseignement telle que celle de l'Abbé de l'Epée, il reste illettré en dépit de son statut social. Il devient seigneur de Saint-Martin de Renacas en 1580, à la mort de son frère ainé. S'il est illettré, il sait cependant compter, s'appuyant sur un « esprit fort et subtil ». C'est aussi un dessinateur prolifique. Il se sert de ce talent pour dessiner, de manière « fidèle, voire humoristique » des objets qu'il achète. Il peut alors tenir un livre de raison efficace, comme le faisait les nobles de son époque.

## Le Livre de raison
Cet objet est considéré comme une « précieuse relique » par son étrangeté d'abord, mais aussi par son intérêt pour l'histoire des Alpes-de-Haute-Provence puisqu'il présente des rares croquis de villages comme Lincel et Saint-Martin-les-Eaux à la période du Bas Moyen Âge. Il a été retrouvé dans les archives de Nicolas-Claude Fabri de Peiresc, auquel il appartenait, et qui l'avait étudié. Pour décrire la teneur originale du livre, Peiresc l'avait qualifié de « livre de raison qui estoit tout en peinture » dans une lettre destinée à Gassendi. Le livre a été exposé au Panthéon en 2019 dans le cadre d'une exposition sur l'histoire des sourds en France. Il est en temps normal conservé à la Bibliothèque  Inguimbertine de Carpentras.